# Ukpaume Island
Ukpaume Island is een onbewoond eiland dat deel uitmaakt van de Canadese provincie Newfoundland en Labrador. Het eiland bevindt zich in een fjordachtige zeearm in het noorden van de regio Labrador.

## Geografie
Ukpaume Island ligt in het noorden van de regio Labrador. Het is het enige eiland in Tikkoatokak Bay, een grote zijarm van Nain Bay. Het 5,3 km² metende eiland is langs zijn noordwest-zuidoostas 4,2 km lang en heeft een maximale breedte van 1,8 km. Het heeft een steile kustlijn en het hoogste punt bevindt zich ruim 180 meter boven de zeespiegel.